# Ordre de Zulfikar
L'ordre de Zulfikar ((fa) : نشان ذوالفقار - Nishan-i-Zulfikhar), est une décoration honorifique de l'État impérial d'Iran, instituée en 1925 par Reza Khan. Aboli en 1979, il est réinstauré en 2019.

## Histoire

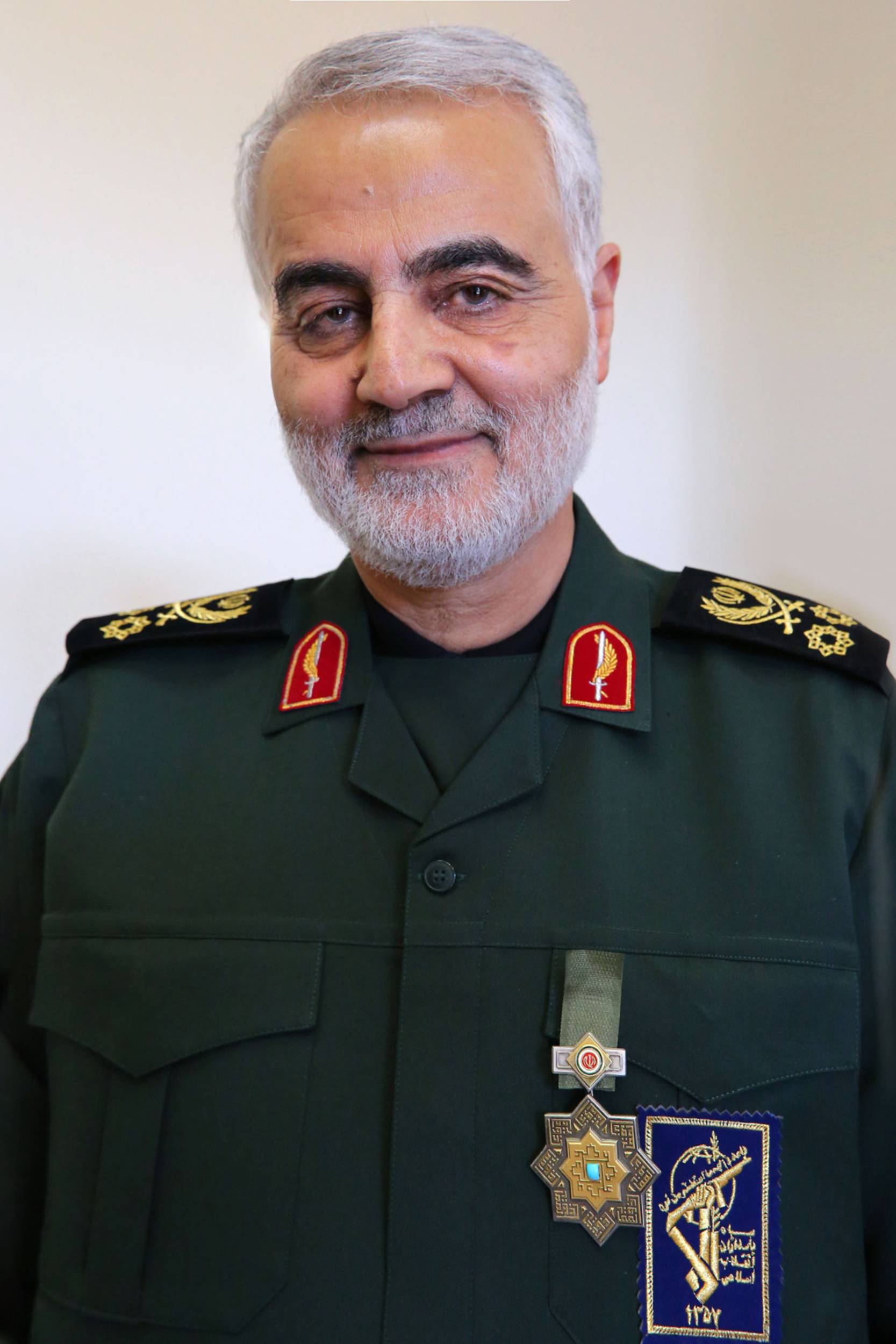
Qassem Soleimani avec l'ordre de Zulfikar

L'ordre renommé Zulfikar est une modification de l'insigne fondé par Nassereddine Chah en 1856, et restitué le 11 août 1922 par Ahmad Chah, dernier souverain de la dynastie Qadjar.
Ahmad Chah fonde, le 19 avril 1924, sur la suggestion de Reza Khan, l'ordre du Sipah, dont les conditions d'attribution sont « courage et bravoure au combat ou bravoure exceptionnelle », au cours des conflits en Perse.
Le 10 avril 1925, Reza Khan établit l'ordre de Zulfikar comme récompense pour « courage et qualités exceptionnelles au combat ou blessures graves », pour les militaires (terre-air-mer) dans les conflits à l'étranger. L'ordre sert aussi de décoration militaire tout au long de la période Pahlavi.
Son nom fait référence à Zulfikar, épée d'Ali, cousin et gendre du prophète Mahomet.
Il se compose de deux classes et médailles (Midal-i-Zulfikhar), et, à la suite des demandes des officiers supérieurs, Mohammad Reza Pahlavi crée une 1re classe spéciale, ou grand cordon.
L'ordre est supprimé en 1979 par la république islamique et réinstauré en 2019.

## Description

### Insigne
L'insigne d'origine de l'ordre était composé d'une étoile à cinq branches (pointe vers le haut) pointues et coiffées de petites boules or, toute émaillée de blanc et cerclée d'or; d'un médaillon central rond émaillé à l'effigie de l'Imam Ali; de deux épées Zulfikar croisées derrière l'étoile, manches en haut de chaque côté de la pointe; le tout posé sur une multitude de rayons formant un soleil d'or.

### Étoile
Elle est en argent, et composée de 40 rayons formant huit branches, dont les pointes sont taillées à 45°. Au centre un médaillon rond, avec une peinture émaillée représentant l'Imam ali, cerclé d'émail vert foncé, et bordé d'or.

### Port et tenue

#### En 1925
Le ruban possède des rayures noires et bleu clair de 5 mm, et l'ordre comprend deux classes :

La 1re classe est réservée aux officiers supérieurs, elle possède quatre degrés :
- 1er degré : l'étoile est en argent, dont les branches comportent des rangs de 4 à 6 pointes-de-diamant, elle est épinglée sur la poitrine gauche; un insigne est placé sur un ruban doté d'un nœud et attaché autour du cou ; lors des cérémonies un insigne supplémentaire est porté, il est de couleur rouge.
- 2e degré : même étoile, sans pointe-de-diamant, et plus petite (50 mm); l'insigne est porté sur un ruban autour du cou; ils sont portés ensemble lors des cérémonies.
- 3e degré : se porte en ruban autour du cou.
- 4e degré : l'insigne se porte sur une barrette avec un ruban, poitrine gauche.

La 2e classe récompense les sous-officiers, elle comprend deux degrés :
- 1er degré : l'insigne est en bronze et le motif différent (inscription Courage), il se porte sur une barrette avec un ruban, poitrine gauche.
- 2e degré : l'insigne est en nickel, même port.

La médaille de Zulfikar spéciale est divisée en deux degrés. Respectivement, en bronze et en nickel, elle représente le motif de l'insigne de l'ordre de Zulfikar, et au verso, le lion et le Soleil cerclés de feuilles de chêne et d'olivier.

#### En 1949
En février, Mohammad Reza Pahlavi survit à une tentative d'assassinat; il porte le grand cordon, comprenant :
- la 1re classe : la grande étoile sur la poitrine gauche et l'insigne de l'ordre de Zulfikar porté sur une large ceinture de soie rayée noir et blanc.
- la 2e classe : même insigne que la 1re classe, mais plus petit et suspendu autour du cou par un ruban.
- la 3e classe : l'insigne se porte sur une barrette avec un ruban, côté gauche.

#### En 2019

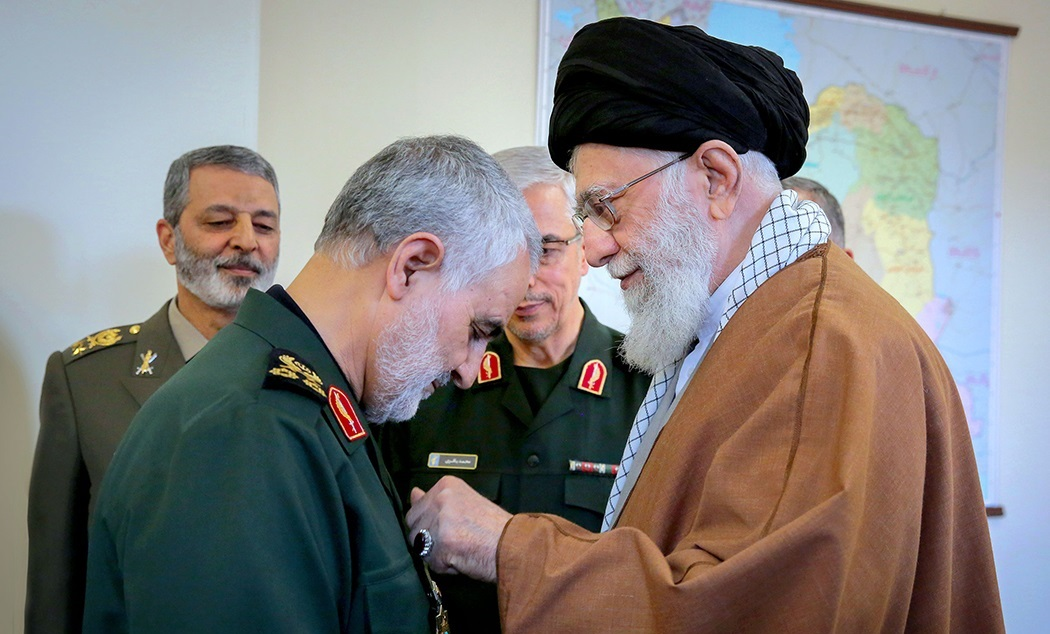
Qassem Soleimani reçoit la médaille de Zulfikar des mains d'Ali Khamenei le 10 mars 2019

Qassem Soleimani reçoit l'ordre de Zulfikar par Ali Khamenei, c'est la première fois après la révolution iranienne de 1979 que cet ordre est décerné,.

### Sources
- (en) The Order of Zulfikhar, the Sword of 'Ali Persia, The Qajar & Pahlavi Dynasties. Orders & Decorations, by Christopher Buyers
- (fa) نشان و مدال ذوالفقار Médailles Zulfiqar